# COUNTRY YARD
COUNTRY YARD（カントリーヤード）は2008年に東京都町田市で結成されたロックバンド。所属レーベルはSTEP UP RECORDS、自主レーベル（Art & Soul Records）を経て、2019年以降はPIZZA OF DEATH RECORDSに在籍。パンク・ロックをベースとしつつも、オルタナティブ・ロックや2000年代のインディー・ロックを踏襲した音楽性を持つ。また、バンド名はザ・ヴァインズの楽曲「Country Yard」から由来している。

## メンバー
Keisaku “Sit” Matsu-ura
ベース / ボーカル 担当。結成時のオリジナルメンバー。
Yu-ki Miyamoto
ギター / コーラス 担当。2009年10月に加入。
2014年よりABSOLUTIONのバンドメンバーとしても活動している。
Hayato Mochizuki
ギター / コーラス 担当。結成時のオリジナルメンバー。
Shunichi Asanuma
ドラムス 担当。2017年12月よりサポートを務め、2019年4月27日に正式加入を発表。
COUNTRY YARD加入前はピンクリボン軍、SWANKY DANKに在籍していた。

### 旧メンバー
佐竹梓
ギター 担当。2009年9月に脱退。
Akira Kimura
ドラムス / コーラス 担当。結成時のオリジナルメンバーであり、ボーカルのMatsu-uraとはCOUNTRY YARD結成前も同じバンドメンバーだった。2011年11月に脱退。
Taihei Sakagami
ドラムス 担当。2012年7月加入。ギターのMiyamotoと同様、2014年に結成されたバンド・ABSOLUTIONの一員だった。2016年10月9日をもって脱退。
Masayuki Yamazaki
ドラムス 担当。前任のドラムス・Taihei脱退後の翌日に正式加入を発表。1年弱の活動の末に「これ以上はCOUNTRY YARDの力にはなれない」というYamazakiの意向により、2017年12月8日のライブを以って脱退。

## 来歴
2010年9月にSTEP UP RECORDSより1stアルバム『Modern Sounds』を発表し、以降も同レーベルより2枚のミニアルバムと2ndアルバムに加え、映像作品を2作リリースした。また、同レーベル在籍時にゲット・アップ・キッズやニュー・ファウンド・グローリーの来日公演のサポートアクトに加え、京都大作戦といった大型イベントへの出演も果たしている。
2016年にはSTEP UP RECORDSを離れ、自主レーベル「Art & Soul Records」を立ち上げると共に自主制作作品以来となるシングル音源をリリースした。自主レーベル在籍時においてもHi-STANDARDのアルバムリリースツアーやオフスプリングの来日公演のサポートアクトに抜擢された他、ROCK IN JAPAN FESTIVALやPUNKSPRINGへの出場を果たした一方で、ドラムス担当のメンバーチェンジが相次ぐ期間となった。
2019年4月に前年度よりサポートを務めていたShunichiが加入し、同年にPIZZA OF DEATH RECORDSへ移籍した。